# Batalla de Balaguer
La batalla de Balaguer és un seguit d'episodis bèl·lics de contraatac per part dels republicans que tingueren lloc la primavera i estiu de 1938, durant la Guerra civil.

## Caiguda de Balaguer
Balaguer havia caigut a mans dels militars colpistes el 5-6 d'abril, i llur divisió 54 va prendre el control del pont sobre el riu Segre el 10 d'abril de 1938, fet que va fer enretirar l'exèrcit republicà més enllà del riu.
Amb la intenció de recuperar almenys el cap de pont de la riba esquerra a on eren, les divisions republicanes 27, 60 i 72 del XVIII Cos d'Exèrcit (les quals s'havien format amb la lleva del 1941, de només 17 anys) contraatacaren poc després, entre el 12 i el 15 d'abril. En no aconseguir-ho, van atacar altre cop entre el 22 i el 28-29 de maig, però llurs esforços tornaren a fracassar.
Més endavant, i en paral·lel a l'ofensiva republicana de la batalla de l'Ebre, entre el 9 i l'11 d'agost ho intentaren de nou.